# ژانگ بین (سوارکار)
ژانگ بین (انگلیسی: Zhang Bin؛ زادهٔ ۵ فوریهٔ ۱۹۷۳) سوارکار اهل چین بود. وی در بازی‌های المپیک تابستانی ۲۰۰۸ حضور داشته‌است.